# Weißstachel-Atlantikstachelratte

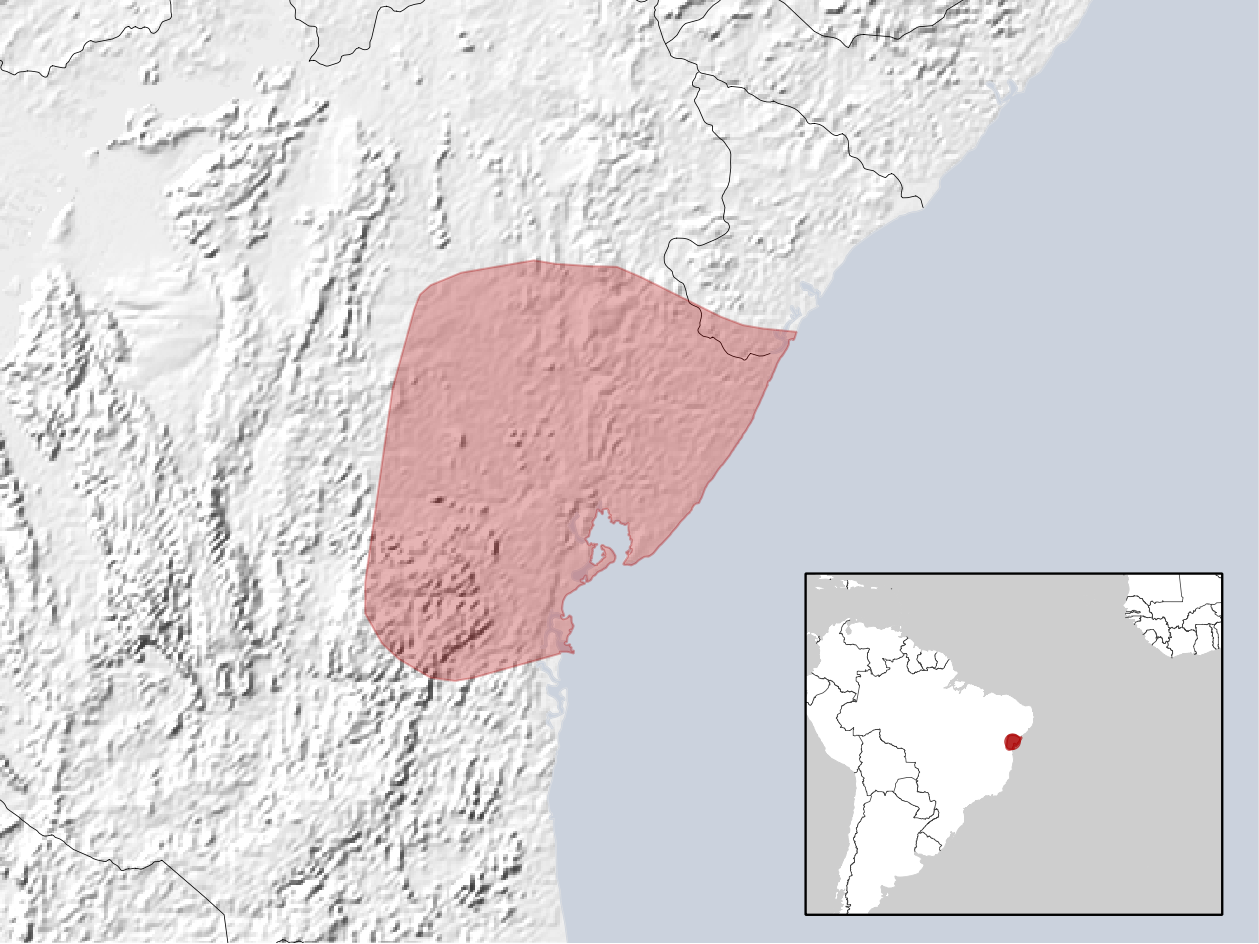
Verbreitungsgebiet der Weißstachel-Atlantikstachelratte

Die Weißstachel-Atlantikstachelratte (Trinomys albispinus) ist ein im östlichen Brasilien verbreitetes Nagetier in der Familie der Stachelratten. Das Typusexemplar stammt von der Insel Itaparica im Bundesstaat Bahia.

## Merkmale
Die im Hochland beheimatete Form T. a. minor ist mit einer Kopf-Rumpf-Länge von 152 bis 165 mm, einer Schwanzlänge von 126 bis 160 mm und einem durchschnittlichen Gewicht von 134 g kleiner als Populationen im Flachland, die ohne Schwanz 153 bis 190 mm lang werden, einen 148 bis 175 mm langen Schwanz besitzen und um 170 g (maximal 230 g) wiegen. Die Hinterfüße sind 34 bis 42 mm lang und die Länge der Ohren variiert zwischen 22 und 30 mm. Die weichen Haare des oberseitigen Fells sind ockerfarben mit einer gelblichen Tönung an den Flanken. Zusätzlich sind Stacheln und Borsten eingemischt, die an den Wurzen weiß sind und im weiteren Verlauf schwärzer werden. Die festesten Stacheln sind 25 bis 28 mm lang und bis zu 1,2 mm breit. Bei den Borsten gibt es kurz vor der Spitze einen braunen Abschnitt. Unterseits und an den Innenseiten der Beine ist weißes Fell vorhanden. Typisch für den Schwanz ist eine schwarze Oberseite, eine weiße Unterseite und eine Quaste an der Spitze.

## Verbreitung und Lebensweise
Das Verbreitungsgebiet liegt in den Bundesstaaten Sergipe, Bahia und Minas Gerais im östlichen Brasilien. Die Art hält sich in der Ökoregion Mata Atlântica auf, die durch Wälder, Gebüschflächen, Savannen und andere Grasflächen sowie felsige Regionen gekennzeichnet ist. Die Unterart T. a. minor erreicht mit 800 bis 2000 Meter Höhe die höchsten Regionen.
Allgemein ist die bewohnte Landschaft trockener als bei anderen Atlantikstachelratten. Typische Pflanzen im Gebiet zählen zu den Kakteengewächsen und Bromeliengewächsen. Trächtige Weibchen mit zwei bis vier Embryos konnten zwischen Januar und September registriert werden.

## Gefährdung
Gebietsweise wirken sich Waldrodungen und andere Landschaftsveränderungen negativ aus. In geeigneten Habitaten kommt die Art häufig vor. Die IUCN listet die Weißstachel-Atlantikstachelratte als nicht gefährdet (least concern).